# Лагран (Франция)
Лагра́н (фр. Lagrand, окс. Lagrand) — коммуна во Франции, находится в регионе Прованс — Альпы — Лазурный Берег. Департамент коммуны — Верхние Альпы. Входит в состав кантона Орпьер. Округ коммуны — Гап.
Код INSEE коммуны — 05069.

## Население
Население коммуны на 2008 год составляло 280 человек.
| 1962 | 1968 | 1975 | 1982 | 1990 | 1999 | 2008 |
| ---- | ---- | ---- | ---- | ---- | ---- | ---- |
| 230  | 230  | 229  | 212  | 221  | 268  | 280  |

## Экономика
В 2007 году среди 156 человек в трудоспособном возрасте (15—64 лет) 114 были экономически активными, 42 — неактивными (показатель активности — 73,1 %, в 1999 году было 68,6 %). Из 114 активных работали 103 человека (56 мужчин и 47 женщин), безработных было 11 (3 мужчин и 8 женщин). Среди 42 неактивных 7 человек были учениками или студентами, 24 — пенсионерами, 11 были неактивными по другим причинам.

## Достопримечательности
- Церковь Рождества Пресвятой Богородицы (XII век), исторический памятник

Ежегодно 9 сентября на протяжении 8 веков проводится ярмарка индеек.

## Фотогалерея
- Церковь Рождества Пресвятой Богородицы
- Внутри церкви Рождества Пресвятой Богородицы
- Мэрия